# 中新井 (所沢市)
中新井（なかあらい）は、埼玉県所沢市の町名。現行行政地名は中新井一丁目から中新井五丁目及び、大字中新井。郵便番号は359-0041。

## 地理
所沢市内の中央部に位置する在日米軍所沢通信基地の北側に隣接する町域で、周囲は同基地を含む並木のほか、美原町、花園、所沢新町、神米金、中富、北原町と隣接する。
町内は概ね昭和期以降に開発された住宅街である。また北側の大字中新井には畑用地も多く、周辺地域と同様に短冊状に区画整理された元禄期の三富の開拓（三富新田）の特色がみられる。北端の（所沢新町･神米金･中富との）町境には暗渠化された砂川堀雨水幹線が道路の地下を流れている。

### 河川
- 砂川堀

### 地価
住宅地の地価は、2015年（平成27年）及び2020年（令和2年）1月1日の公示地価によれば、中新井1丁目131番1外の地点で14万6000円/m2となっている。

### 面積
町丁別の面積の内訳は以下の通り。
| 大字・丁目  | 面積（m2） |
| ----------- | ---------- |
| 大字中新井  | 175,072.4  |
| 中新井1丁目 | 159,605.8  |
| 中新井2丁目 | 153,534.8  |
| 中新井3丁目 | 132,481.0  |
| 中新井4丁目 | 157,550.3  |
| 中新井5丁目 | 134,587.2  |
| 計          | 912,831.5  |

## 歴史
- 1940年（昭和15年）頃から1945年（昭和19年）頃 - 終戦直前の所沢飛行場の第4期拡張（当時は陸軍がほぼ独占的に使用）により、今日の中新井は5丁目を除く全域が飛行場の敷地内であった[8][9]。
- 1952年（昭和27年）4月23日 - 大字上新井、大字中富、大字神米金のそれぞれ一部が分離し、大字中新井となる[6][10]。
- 1975年（昭和50年）7月1日 - 住居表示実施により、大字中新井、大字所沢、大字中富の各一部から中新井一〜五丁目が成立する[10]。

## 世帯数と人口
2020年（令和2年）10月31日現在の世帯数と人口は以下の通りである。
| 大字・丁目  | 世帯数    | 人口    |
| ----------- | --------- | ------- |
| 大字中新井  | 77世帯    | 203人   |
| 中新井1丁目 | 924世帯   | 2,093人 |
| 中新井2丁目 | 952世帯   | 2,163人 |
| 中新井3丁目 | 882世帯   | 1,741人 |
| 中新井4丁目 | 673世帯   | 1,506人 |
| 中新井5丁目 | 788世帯   | 1,715人 |
| 計          | 4,296世帯 | 9,421人 |

## 小・中学校の学区
市立小・中学校に通う場合の学区（校区）は以下の通り。
| 町丁   | 番・番地          | 小学校                      | 中学校                      |
| ------ | ----------------- | --------------------------- | --------------------------- |
| 中新井 | 大字 1丁目 2丁目  | 所沢市立伸栄小学校          | 所沢市立美原中学校（並木5） |
| 中新井 | 3丁目 4丁目 5丁目 | 所沢市立中央小学校（並木8） | 所沢市立美原中学校（並木5） |

## 交通

### 鉄道
地内に鉄道は敷設されていない。最寄駅は西武新宿線新所沢駅（東口より約2 km北東）。

### 道路
交差点
- 中新井一
- 伸栄小前
- とめの里入口
- 中新井三
- 中新井五
- 中新井小入口
- 所沢北高北

#### バス
地内のバス停および運行系統は以下の通り
| - 西武バス（新所03、新所01･深夜、深夜009） - ニュータウン中央 - ニュータウン西 - 伸栄小学校前 | - 所沢市内循環ところバス 北路線 - ニュータウン南 - 並木公民館入口 - 中新井一丁目（西武深夜009） - 中新井五丁目 |

## 施設
公共
- 富士見公園(･富士見緑地･中新井緑地) など計7箇所に公園および緑地が設置されている[13]。
- 遊水地[* 2]
- 中新井自治会館
- とめの里（老人憩の家）[15]

教育
- 所沢市立伸栄小学校
- 所沢市立中新井保育園[16][17]
- マルハ幼稚園[17]
- ひまわり保育園[17]

商業
- スカイマンション[6]
- ニュータウン通り
- 中新井郵便局